# Zora Kratochvílová
Zora Kratochvílová (19. září 1962 – 29. února 2012) byla česká herečka a rozhlasová moderátorka vystupující pod jménem Zorka Kratochvílová.

## Profesní život
- hrála jednu z vedlejších rolí ve filmu Lásky mezi kapkami deště (1979),
- v letech 1982 až 1994 vytvořila několik rolí[1] ve Slováckém divadle v Uherském Hradišti,

- v letech 1992 až 1994 vedla přípravku Recitačního studia Šrámkova domu[2] v Sobotce,

- od roku 1995 byla moderátorkou[3] Country rádia.